# Сьєрра-де-Фуентес
Сьєрра-де-Фуентес (ісп. Sierra de Fuentes) — муніципалітет в Іспанії, у складі автономної спільноти Естремадура, у провінції Касерес. Населення — 2081 особа (2010).
Муніципалітет розташований на відстані близько 240 км на південний захід від Мадрида, 10 км на південний схід від Касереса.

## Демографія
Динаміка населення (INE ):

## Галерея зображень

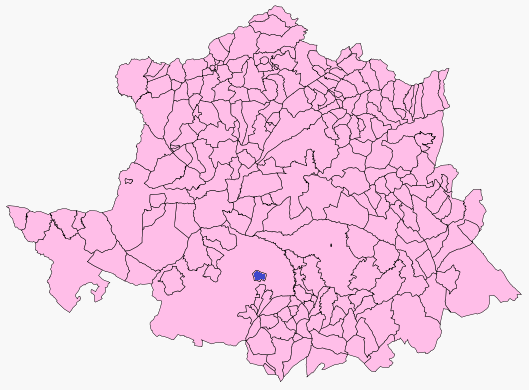
Розташування муніципалітету у провінції Касерес